# Christer Strömholm
Christer Strömholm (* 22. Juli 1918 in Stockholm; † 11. Januar 2002 ebenda) war ein schwedischer Fotograf.

## Leben

### Jugend und Kampf im Widerstand
Christer Strömholms Vater war Offizier in der schwedischen Armee. 1924 ließen sich seine Eltern scheiden. Beide verheirateten sich bald darauf neu. Christer lebte abwechselnd in der Familie seiner Mutter und der seines Vaters. Sein Vater wurde an wechselnden Orten in Schweden, Rumänien und Polen stationiert. 1934 beging der Vater Suizid.
1935 war Christer Strömholm als Austauschstudent bei einer Familie in Morungen und lernte die deutsche Sprache. 1937 nahm er ein Studium an der Kunstschule des Malers Woldemar Winkler auf. Beide gerieten in Streit über Paul Klee und andere Bauhauskünstler, der zum Zerwürfnis führte. Strömholm zog nach Paris und unternahm von dort aus Reisen nach Italien, Monte Carlo, Marseille und das vom Bürgerkrieg erschütterte Spanien. Dort übernahm er Kurierdienste für die republikanischen Truppen.
Im Herbst 1938 kehrte er nach Schweden zurück, um bei Otte Sköld und Isaac Grünewald Malerei zu studieren. 1939–1940 nahm er auf finnischer Seite am sowjetisch-finnischen Winterkrieg teil. 1940–1945 kämpfte er in einer Gruppe schwedischer Widerstandskämpfer in Norwegen gegen die deutsche Besatzungsmacht und wirkte als Verbindungsmann für den norwegischen Widerstand in Stockholm.

### Künstlerische Entwicklung zum Fotografen
Nach dem Krieg erarbeitete er sich die Fotografie als seine künstlerische Ausdrucksform. 1946–1956 studierte er an der Académie des Beaux Arts in Paris, verbunden mit Studienaufenthalten in Faenza und Florenz. Für das brasilianische Magazin Mania erstellte er Fotoreportagen und Porträts von bekannten Personen aus Kunst und Kultur.
1949–1954 war er Mitglied der von Otto Steinert geführten Gruppe fotoform. Unter dem Namen Christer Christian nahm er an Ausstellungen der Gruppe teil. Bekannt wurde insbesondere die Ausstellung „Subjektive Fotografie“ 1951 in Saarbrücken.

### Arbeitsthemen und Leitgedanken, 1954–1993
1954–1964 entstand seine Serie Dödsbilder (Todesbilder), 1956 gemeinsam mit Peter Weiss sein Film Ansikten i skugga (Gesichter im Schatten). An der Kursverksamheten in Stockholm, einer Fortbildungseinrichtung für Erwachsene, unterrichtete er Fotografische Gestaltung. Gemeinsam mit Tor-Ivan Odulf entwickelte er daraus die Schule Fotoskolan.
1956–1964 entstand seine Fotoserie von Transsexuellen an der Place Blanche in Paris. Im Paris der Fünfziger- und Sechzigerjahre begann Strömholm Transvestiten und Transsexuelle zu fotografieren. Rückblickend wurden diese Arbeiten als frei von einem voyeuristischer Blick gelobt, und das besondere Eingehen auf das Gegenüber und dessen Rollenspiel hervorgehoben. Strömholm arbeitete immer wieder mit von der Gesellschaft oder mit Menschen, die sich bewusst für ein Leben außerhalb der Norm entschieden haben. „Sie setzen sich mit ihrer eigenen Identität auseinander und das war auch der Ausgangspunkt meiner Arbeit.“ sagte Strömholm.
In diesen Jahren festigte er seine Photographischen Prinzipien: „Available light“ – das vorhandene Licht zu nutzen, „Exposure moment“ – der Augenblick der Aufnahme und „Personal responsibility“ – seine persönliche Verantwortung für die Aufnahme.
Bei Fox-Amphoux in der Provence kaufte er 1958 eine alte Ruine und richtete dort seine Dunkelkammer ein. Von 1959 bis 1963 unternahm er Reisen nach Spanien, Japan, Indien, USA und Afrika. Seine Bilder von 1964 bis 1974 stellte er unter das Arbeitsthema Verkligheten (Die Wirklichkeit). 1974–1982 lautete sein Thema Privata Bilder (Private Bilder), 1982–1993 Tecken och Spår (Zeichen und Spuren). 1976 und 1977 schuf er eine Serie von surrealistischen Großformat-Polaroidbildern.
Sein Sohn Joakim drehte 1990 bis 1993 für das schwedische Fernsehen über ihn das Filmporträt Blunda och se (Schließ die Augen und sieh).

### Die späten Jahre
1993 wurde er durch das schwedische Kulturministerium zum Professor für Fotografie ernannt. Von 1993 bis 1997 schrieb er sein Buch Kloka ord (Schlaue Worte). Sein Arbeitsthema in diesen Jahren lautete Golgatha.
Am 11. Januar 2002 starb er nach langer Krankheit in Stockholm. Sein letztes Buch I befintligt ljus – ett fotografisk testamente (In vorhandenem Licht – Ein fotografisches Testament) konnte er nicht mehr wie geplant vollenden.

## Auszeichnungen
1998 erhielt er den Hasselblad Foundation Award 1997 für Fotografie.

## Publikationen

### Fotobände
- Poste Restante. P. A. Norstedt & Söners Förlag, Stockholm 1967.
- Vännerna från Place Blance. ETC:s Förlag, Stockholm 1983.
- Picture Show No. 1 - Christer Strömholm. ETC:s Förlag, Stockholm 1986.
- Christer Strömholm. Fundacion La Caixa, Barcelona 2001. (mit Texten von Lluis Monreal, Marta Gili und Gunilla Knape)
- mit Diane Arbus und Lisette Model: Arbus, Model, Strömholm. Steidl/Moderna Museet, Göttingen/Stockholm 2005, ISBN 3-86521-143-7.
- Christer Strömholm. (= Editions Photo Poche. Nr. 106). Actes sud, Arles 2006, ISBN 2-7427-6026-1. (Vorwort von Christian Caujolle)
- Les Amies de Place Blanche. Aman Iman, 2011, ISBN 978-2-9533910-5-3. (erweiterte Neuauflage von Vännerna från Place Blance)
- Post Scriptum. Max Ström, Stockholm 2012, ISBN 978-91-7126-249-3.
- mit Lasse Söderberg: Resa i svartvitt. Ellerströms Förlag, 2013, ISBN 978-91-7247-334-8.
- Les nuits de Place Blanche. RM Verlag, Barcelona 2015, ISBN 978-84-16282-15-9.

### Filmwerke
- 1956 Kamera und Regie in Ansikten i Skugga (Gesichter im Schatten), Kurzfilm; zusammen mit Peter Weiss
- 1966 Hauptrolle in Myglaren (Der Intrigant), Fernsehfilm von Rune Hassner und Jan Myrdal
- 1996 Blunda och se (Schließ die Augen und sieh), Porträt von Joakim Strömholm über seinen Vater